# Janusz Janke
Janusz Janke (ur. 19 września 1966 w Koszalinie) – polski urzędnik i dyplomata; od 2018 do 2024 ambasador RP w Katarze. 

## Życiorys
Jest absolwentem Wydziału Prawa Katolickiego Uniwersytetu Lubelskiego, gdzie w 1995 uzyskał tytuł magistra prawa. W 1996 ukończył również podyplomowe studium doradców podatkowych. W latach 1991–1992 uczestniczył w kursach realizowanych przez St. Mary’s College w Michigan.
W latach 1995–1996 związany był z Ministerstwem Współpracy Gospodarczej z Zagranicą, a w latach 1997–2006 z Ministerstwem Gospodarki, w obu zajmując się kwestiami celnymi. Był także przedstawicielem Ministra Gospodarki w radach nadzorczych spółek górniczych: Jastrzębska Spółka Węglowa, Rybnicka Spółka Węglowa oraz Katowicki Holding Węglowy.
Równolegle z pracą w Ministerstwie Gospodarki w latach 2000–2006 prowadził zajęcia z prawa celnego i handlu międzynarodowego w Wyższej Szkole Handlu i Prawa oraz Wyższej Szkole Celnej. Jest autorem oraz współautorem publikacji z dziedziny handlu zagranicznego oraz podręczników akademickich prawa celnego. W 2004 otrzymał nagrodę Rektora SGH w kategorii najlepsze podręczniki prawnicze.
W latach 2007–2013 kierował Wydziałem Polityczno-Ekonomicznym Ambasady RP w Ammanie oraz zastępował szefa misji. W latach 2013–2015 ponownie pracował w Ministerstwie Gospodarki. W latach 2015–2018 pracował w Ministerstwie Energii w Departamencie Funduszy Europejskich. Od 16 września 2018 do września 2024 był Ambasadorem Pełnomocnym i Nadzwyczajnym w Państwie Katar (formalnie odwołany w kwietniu 2025).
W 2024 emir Kataru Tamim ibn Hamad Al Sani wyróżnił Jankego odznaczeniem Al Wajba. 
Posługuje się językiem angielskim i włoskim.